# Saint-Yves Bax
Saint-Yves Bax (pseudonym för Jean Baptiste Alexandre Bax), född den 16 februari 1829 i Paris, död där den 9 februari 1897, var en fransk sångpedagog.
Bax, som var elev till Manuel García, blev professor i sång vid Pariskonservatoriet 1867. Han var en av de anseddaste sånglärarna i Paris och utbildade en mängd elever, även svenskar och svenskor som John Forsell och Agnes Ekholm. Han var även god orgelspelare och komponerade kyrkosånger.